# Åkirkeby Kommune
| Strukturdaten     | Strukturdaten            |
| ----------------- | ------------------------ |
| Fläche            | 186 km²                  |
| Einwohner         | 6.622 (2001)             |
| Kommune seit 2003 | Bornholms Regionskommune |

Åkirkeby Kommune war bis Dezember 2002 eine dänische Kommune im damaligen Bornholms Amt auf der Insel Bornholm. Am 1. Januar 2003 wurde sie mit den Gemeinden Allinge-Gudhjem, Hasle, Neksø und Rønne zur Bornholms Regionskommune zusammengeschlossen, welche von 2003 bis 2006 amtsfrei war, bevor sie 2007 in die Region Hovedstaden eingegliedert wurde.
Åkirkeby Kommune entstand im Zuge der Verwaltungsreform von 1970 und umfasste folgende Sogn:
- Nylarsker Sogn
- Pedersker Sogn
- Vestermarie Sogn
- Aaker Sogn